# Понуриця
Понурниця — річка в Україні, у Шосткинському районі Сумської області. Права притока Локні (басейн Дніпра).

## Опис
Довжина річки приблизно 5,4 км.

## Розташування
Бере початок на північно-західній околиці села Вільна Слобода (колишнє Полковнича Слобода). Спочатку тече на південний схід, потім на північний схід і на півдні від Малої Слободи впадає у річку Локню, праву притоку Клевені. 
Неподалік від витоку річки проходить автомобільна дорога E101E391М02.